# Kerukanan Tulodo Pranatan Ingit
Kerukanan Tulodo Pranatan Ingit (Partiet för nationell enighet och solidaritet) är ett politiskt parti i Surinam, med väljarbas bland den javanesiska befolkningsgruppen.
Partiet bildades 1949 som Kaum Tani Persatuan Indonesia (KTPI).
I parlamentsvalet den 25 maj 2005, var partiet en del av valalliansen Folkalliansen för framsteg.